# Tsukuba (góra)

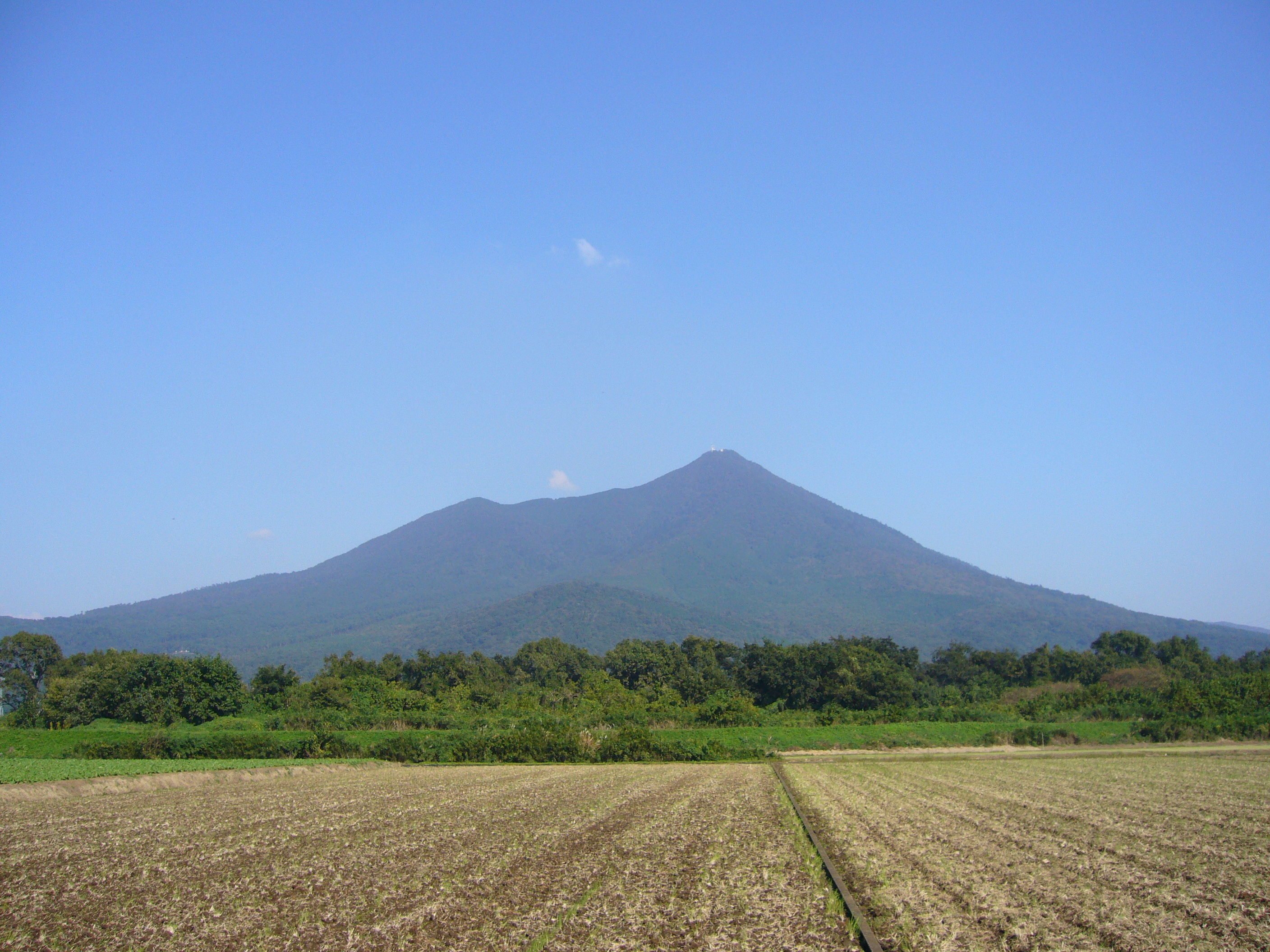
Tsukuba, widok od strony Chikusei

Tsukuba (筑波山 Tsukuba-san) – wznosząca się na wysokość 877 m n.p.m. morza góra położona w pobliżu miasta Tsukuba. Jest to jedna z najsłynniejszych japońskich gór, znana jako „purpurowa góra”, stanowi popularną atrakcję turystyczną. Z jej podwójnych szczytów (Nyotai-san 877 m i Nantai-san 871 m) roztacza się malowniczy widok na okolicę, w bezchmurne dni widoczne są także Tokio, jezioro Kasumigaura i góra Fudżi. W odróżnieniu od większości japońskich gór Tsukuba nie jest pochodzenia wulkanicznego, zbudowana z granitu i gabro.